# Ichneumon devastator
Ichneumon devastator là một loài tò vò trong họ Ichneumonidae.